# 1900년 하계 올림픽 양궁

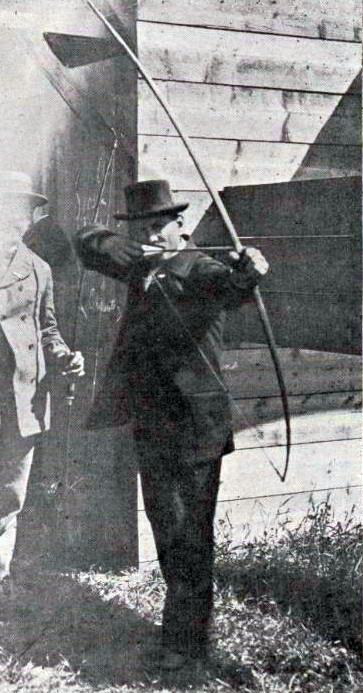
1900년 하계 올림픽 양궁 경기 장면

1900년 하계 올림픽 양궁은 프랑스 파리에서 개최된 1900년 하계 올림픽의 경기 종목이다. 1900년 5월 15일부터 8월 14일까지 프랑스 파리에서 여섯 개 세부 종목에 걸쳐 진행되었다. 3개국에서 153명의 선수가 참가했지만, 그 중 지금까지 제대로 확인된 선수는 17명뿐이고 나머지 선수들은 성밖에는 알려져 있지 않다.

## 세부 종목
1900년 하계 올림픽 양궁 경기는 6개의 세부 종목으로 진행되었다.
| - 오 코르동 도레 - 33m - 50m | - 오 샤플레 - 33m - 50m | - 쉬르 라 페르슈 - 에르스 - 피라미드 |

## 참가국
3개국에서 153명의 선수가 참가하였다.
- 네덜란드 (6명)
- 벨기에 (18명)
- 프랑스 (129명)

## 메달 집계

### 최종 순위
| 순위 | 국가   | 금메달 | 은메달 | 동메달 | 합계 |
| ---- | ------ | ------ | ------ | ------ | ---- |
| 1    | 프랑스 | 3      | 5      | 4      | 12   |
| 2    | 벨기에 | 3      | 2      | 1      | 6    |
| 합계 | 합계   | 6      | 7      | 5      | 18   |

### 메달리스트
| 종목                                 | 금                          | 은                          | 동                          |
| ------------------------------------ | --------------------------- | --------------------------- | --------------------------- |
| 오 코르동 도레 33m 자세히            | 휘베르트 판 이니스 · 벨기에 | 빅토르 티보 · 프랑스        | 샤를 프레데릭 프티 · 프랑스 |
| 오 코르동 도레 50m 자세히            | 앙리 에루앵 · 프랑스        | 휘베르트 판 이니스 · 벨기에 | 에밀 피쇠 · 프랑스          |
| 오 샤플레 33m 자세히                 | 휘베르트 판 이니스 · 벨기에 | 빅토르 티보 · 프랑스        | 샤를 프레데릭 프티 · 프랑스 |
| 오 샤플레 50m 자세히                 | 외젠 무갱 · 프랑스          | 앙리 엘 · 프랑스            | 에밀 메르시에 · 프랑스      |
| 쉬르 라 페르슈 아 라 에르스 자세히   | 엠마뉘엘 풀롱 · 벨기에      | 오귀스트 세루리에 · 프랑스  | 없음                        |
| 쉬르 라 페르슈 아 라 에르스 자세히   | 엠마뉘엘 풀롱 · 벨기에      | 에밀 드뤼아르 · 벨기에      | 없음                        |
| 쉬르 라 페르슈 아 라 피라미드 자세히 | 에밀 그뤼미오 · 프랑스      | 오귀스트 세루리에 · 프랑스  | 루이 질뇌 · 벨기에          |

## 같이 보기
- 올림픽 양궁 메달리스트 목록

## 참고 문헌
- “1900년 하계 올림픽 양궁 경기 결과”. 국제 올림픽 위원회. (영어)
- De Wael, Herman. 《Herman's Full Olympians: "Archery 1900"》. 2007년 3월 12일에 원본 문서에서 보존된 문서. 2006년 1월 17일에 확인함.
- Mallon, Bill (1998). 《The 1900 Olympic Games, Results for All Competitors in All Events, with Commentary》. Jefferson, North Carolina: McFarland & Company, Inc., Publishers. ISBN 0-7864-0378-0.
- (프랑스어) HISTOIRE DE L'ARC ET DE L'ARCHERIE